# شيء جديد (فلم)
شيء جديد (بالإنجليزية: Something New)، هُو فيلم دراما وكوميديا رومانسية أمريكي صدر سنة 2006 وأخرجته سناء حمري.

## وصلات خارجية
- مقالات تستعمل روابط فنية بلا صلة مع ويكي بيانات